# زیلاندی

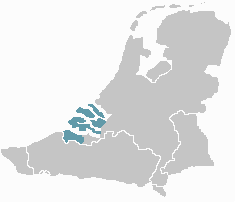
گستره زبان‌های زیلاندی

زیلاندی نام گروهی از زبان‌ها در کشور هلند (در استان زیلاند و همچنین جزیره خوری-اوفرفلاکی در استان هلند جنوبی) است. با وجود اینکه این زبان‌ها معمولاً به عنوان گویشی از زبان هلندی به حساب می‌آیند اما وجود تفاوت‌های زیاد در تلفظ، دستور زبان و واژگان باعث شده که این زبان‌ها به راحتی برای هلندی زبان‌ها قابل فهم نباشد. برخی نیز زبان‌های زیلاندی را جزو زبان‌های فلمی غربی می‌دانند.

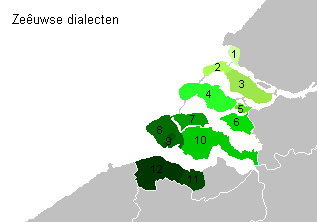
گویش‌های زیلاندی

گویش‌های مختلفی در گروه زبان‌های زیلاندی جای دارند:
1. اوستفورنی
2. خوری
3. فلاکی
4. اسخاون-دایفلاندی
5. فیلیپسلاندی
6. تولنی
7. نورد-بیفلاندی
8. والخرنی
9. زیلاندی بورخی
10. زاید بیفلاندی
11. Land-van-Axels
12. Land-van-Cadzands

از اواخر قرن هفدهم تا اوایل قرن بیستم میلادی گونه‌ای از زبان زیلاندی در بخش‌های شمالی ایالت نیوجرسی آمریکا رواج داشته که هلندی جرسی نامیده می‌شود.